# Grand Prix Rakouska 1970
Grand Prix Rakouska 1970 (oficiálně VIII Großer Preis von Österreich) se jela na okruhu Österreichring ve Spielbergu v Rakousku dne 16. srpna 1970. Závod byl devátým v pořadí v sezóně 1970 šampionátu Formule 1.

## Závod
| Poř.   | No. | Jezdec               | Konstruktér        | Počet kol | Čas/Odstoupení   | Pořadí na startu | Body |
| ------ | --- | -------------------- | ------------------ | --------- | ---------------- | ---------------- | ---- |
| 1      | 12  | Jacky Ickx           | Ferrari            | 60        | 1:42:17.3        | 3                | 9    |
| 2      | 27  | Clay Regazzoni       | Ferrari            | 60        | + 0.61           | 2                | 6    |
| 3      | 11  | Rolf Stommelen       | Brabham-Ford       | 60        | + 1:27.88        | 17               | 4    |
| 4      | 17  | Pedro Rodríguez      | BRM                | 59        | + 1 kolo         | 22               | 3    |
| 5      | 16  | Jackie Oliver        | BRM                | 59        | + 1 kolo         | 14               | 2    |
| 6      | 19  | Jean-Pierre Beltoise | Matra              | 59        | + 1 kolo         | 7                | 1    |
| 7      | 14  | Ignazio Giunti       | Ferrari            | 59        | + 1 kolo         | 5                |      |
| 8      | 4   | Chris Amon           | March-Ford         | 59        | + 1 kolo         | 6                |      |
| 9      | 3   | Jo Siffert           | March-Ford         | 59        | + 1 kolo         | 20               |      |
| 10     | 23  | Peter Gethin         | McLaren-Ford       | 59        | + 1 kolo         | 21               |      |
| 11     | 18  | George Eaton         | BRM                | 58        | + 2 kola         | 23               |      |
| 12     | 22  | Andrea de Adamich    | McLaren-Alfa Romeo | 57        | + 3 kola         | 15               |      |
| 13     | 10  | Jack Brabham         | Brabham-Ford       | 56        | + 4 kola         | 8                |      |
| 14     | 20  | Henri Pescarolo      | Matra              | 56        | + 4 kola         | 13               |      |
| 15     | 8   | Emerson Fittipaldi   | Lotus-Ford         | 55        | + 5 kol          | 16               |      |
| Ret    | 21  | Denny Hulme          | McLaren-Ford       | 30        | Motor            | 11               |      |
| Ret    | 15  | John Surtees         | Surtees-Ford       | 27        | Motor            | 12               |      |
| Ret    | 26  | Tim Schenken         | De Tomaso-Ford     | 25        | Motor            | 19               |      |
| Ret    | 6   | Jochen Rindt         | Lotus-Ford         | 21        | Motor            | 1                |      |
| Ret    | 5   | Mario Andretti       | March-Ford         | 13        | Nehoda           | 18               |      |
| Ret    | 24  | Silvio Moser         | Bellasi-Ford       | 13        | Chladič          | 24               |      |
| Ret    | 1   | Jackie Stewart       | March-Ford         | 7         | Palivové potrubí | 4                |      |
| Ret    | 7   | John Miles           | Lotus-Ford         | 4         | Brzdy            | 10               |      |
| Ret    | 2   | François Cevert      | March-Ford         | 0         | Motor            | 9                |      |
| Zdroj: |     |                      |                    |           |                  |                  |      |

## Průběžné pořadí po závodě
Pohár jezdců
|        | Pořadí | Jezdec         | Body |
| ------ | ------ | -------------- | ---- |
|        | 1      | Jochen Rindt   | 45   |
|        | 2      | Jack Brabham   | 25   |
|        | 3      | Denny Hulme    | 20   |
| 3      | 4      | Jacky Ickx     | 19   |
| 1      | 5      | Jackie Stewart | 19   |
| Zdroj: |        |                |      |

Pohár konstruktérů
|        | Pořadí | Konstruktér  | Body |
| ------ | ------ | ------------ | ---- |
|        | 1      | Lotus-Ford   | 50   |
|        | 2      | March-Ford   | 33   |
|        | 3      | Brabham-Ford | 33   |
|        | 4      | McLaren-Ford | 27   |
|        | 5      | Ferrari      | 25   |
| Zdroj: |        |              |      |